# Nicola Leonardi (pallavolista)
Nicola Leonardi (Trento, 9 aprile 1988) è un ex pallavolista italiano di ruolo centrale.

## Carriera
Dopo esser cresciuto nel settore giovanile della Trentino Volley (con la quale vinse lo scudetto Under-18 nel 2005-2006), nella stagione 2008-2009 venne inserito nella rosa della prima squadra. Esordì nel campionato di Serie A1 il 12 ottobre 2008 nella partita tra Trento e Padova, terminata 3-1. La sua prima partita da titolare è datata invece 3 gennaio 2009, nella partita vinta per 3 a 0 contro il BluVolley Verona. Per la formazione trentina ha rappresentato l'unico giocatore "indigeno" durante la stagione 2008-2009.
Nel 2009 venne ceduto in prestito alla Top Team Volley Mantova, squadra militante in Serie A2. A Mantova giocò regolarmente come titolare e, realizzando 155 punti e 52 muri, aiutò la squadra a conquistare la salvezza, giunta ai playout. Nell'estate del 2010 venne convocato nella Nazionale Under 23 di Lega, affinando la sua preparazione agli ordini dell'allenatore Alberto Giuliani.
Il 1º luglio 2010 venne ufficializzato il suo ritorno alla Trentino Volley, con la quale vince scudetto, Champions League e Coppa del Mondo per club. Nel 2011-2012 venne ceduto in prestito al GSR Costa Ravenna, mentre l'anno successivo si accasò alla Pallavolo Padova.
Si ritirò dalla pallavolo professionistica nel 2013 a causa di problemi di salute. Venne inserito nello staff della Trentino Volley, facendo parte dello staff dell'area commerciale.

## Palmarès

### Club
- Campionato italiano: 1

2010-11
- Campionato mondiale per club: 1

2010
- Champions League: 2

2008-09, 2010-11
- Campionato italiano Under-18: 1

2005-06

### Premi individuali
- 2006: Premio Lorenzi: miglior giocatore trentino